# Диди
Валдир Перейра (на португалски: Waldyr Pereira), по-известен като Дидѝ (на португалски: Didi), е бразилски футболист, полузащитник. Участник е в три световни първенства (1954, '58, '62). През 1958 г. и 1962 г. печели световната купа, като е избран за играч на първенството през 1958. От 74 мача за отбора на Бразилия има отбелязани 21 гола. Специалитет и според мнозина негов патент е т. нар. „падащ лист“ (folha seca).
Футболната кариера на Диди започва във Флуминензе.
На 6 април 1952 г. прави дебюта си за националния отбор на Бразилия в мач срещу Мексико завършил 2:0 в полза на селесао. След Флуминензе преминава в Ботафого, където печели множество титли.
След световното първенство през 1958 г. в Швеция подписва договор с Реал Мадрид. По-късно се завръща в Ботафого и в края на кариерата си играе за Сао Пауло.
След като се отказва от активна състезателна дейност, Диди става треньор и поема ръководството на Ботафого, Флуминензе, Фенербахче и националния отбор на Перу.